# Miguel Prat
Miguel Prat Segalés (* 19. November 1955 in Terrassa) ist ein ehemaliger spanischer Skilangläufer.
Prat kam bei den Nordischen Skiweltmeisterschaften 1982 in Oslo auf den 63. Platz über 15 km, auf den 60. Rang über 30 km sowie zusammen mit José Giro, Carlos Melero und Migel Justicia auf den 14. Platz in der Staffel und bei den Nordischen Skiweltmeisterschaften 1985 in Seefeld in Tirol auf den 56. Platz über 15 km sowie auf den 53. Rang über 50 km. Bei seiner einzigen Teilnahme an Olympischen Winterspielen im Februar 1984 in Sarajevo belegte er den 65. Platz über 30 km, den 61. Rang über 15 km und den 46. Platz über 50 km. Zudem nahm er ab der Saison 1981/82 am Skilanglauf-Weltcup teil, wobei er aber nie in die Punkteränge kam.